# Аманда Фонделль
Аманда Фонделль (нар. 29 серпня 1994, Ліндерьод, Швеція) — шведська співачка. 

## Дискографія
- All This Way (2011)
- Because I Am (2014)